# 홈브루 컴퓨터 클럽

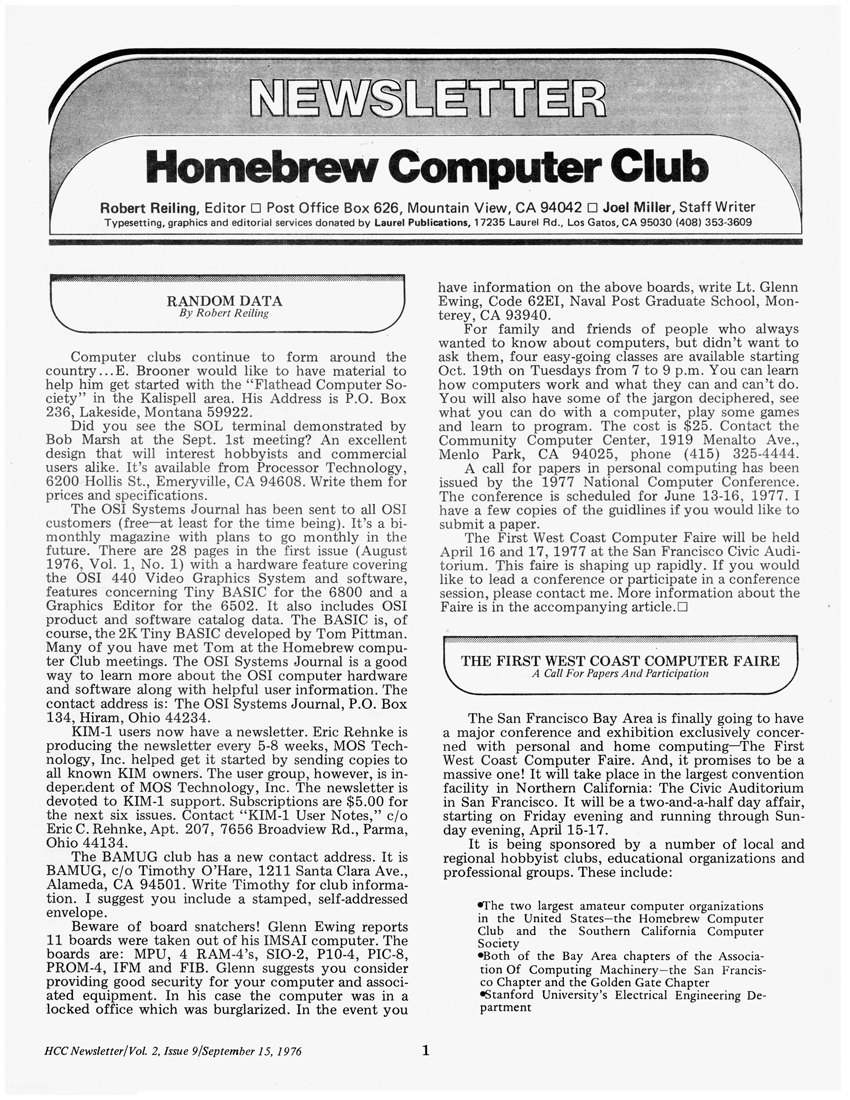
1976년 9월 홈브루 컴퓨터 클럽의 회보

홈브루 컴퓨터 클럽(Homebrew Computer Club)은 1975년 3월에서 대략 1977년까지 (저 이름 아래) 만난, 실리콘밸리에 있는 초기 컴퓨터 취미생활자 클럽이다. 애플사의 창립자들을 포함하는, 몇몇 매우 높은 수준의 프로필을 지닌 해커들과 IT 기업가들이 클럽의 회원으로 나타났다.

## 역사
홈브루 컴퓨터 클럽은 전자 공학의 열광자들과 부품, 회로, 컴퓨터 장치를 스스로 조립하는 데 필요한 정보를 교환하기 위해 모였었던 기술적으로 마음이 있는 취미생활자들의 비공식 그룹이었다. 사람들의 컴퓨터 회사 (영어:People's Computer Company)의 해체 뒤에 클럽은 고돈 프렌치와 프레드 무어에 의해 시작되었다. 그들은 둘 다 모든 사람들에게 좀 더 접근하기 쉬운 컴퓨터를 만드는 작업을 모여서 하기 위해 여러 사람을 위한 정규적인 공개 포럼을 유지하는 데에 관심을 보였다.
그 첫 번째 모임은 캘리포니아, 산 마테오 카운티, 멘로 파크에 있는 고돈 프렌치의 차고에서 1975년 3월 열렸다. 다음 모임들은 스탠퍼드 선형 가속기 센터에 강당에서 열렸다.
1999년 만들어진 텔레비전 영화 실리콘 벨리의 해적들 (그리고 그것이 기반된 책, Fire in the valley: The Making of the Personal Computer)은 최초의 개인용 컴퓨터를 만드는 데 있어 홈브루 컴퓨터 클럽이 했던 역할을 설명했다.

## 회원들
홈브루 회원들이 비록 취미생활가였을지라도, 그들 대부분은 전자공학이나 프로그래밍 배경이 있었다. 그들은 앨테어 8800과 다른 기술적인 주제들에 대해 대화를 하거나 회로도나 프로그래밍 팁을 교환하기 위해 모임에 왔었다.
이 클럽의 높은 지위로부터 밥 마쉬, 조지 모로우, 아담 오스본, 리 펠젠스타인을 포함하는 많은 마이크로컴퓨터 회사들의 창설자, 애플 창설자 스티브 잡스와 스티브 워즈니악이 나타났다. 존 드래퍼 또한 클럽의 회원이었다.

## 회보
홈브루 컴퓨터 클럽의 회보는 실리콘 벨리 문화의 정보에 있어 가장 영향력있는 힘들 중 하나였다. 회원들에 의해 만들어지고 편집되었고, 개인용 컴퓨터의 개념이 시작되었으며, 알테어 같은 오리지널 키트 컴퓨터(영어:original kit computer) 들을 만드는 데 클럽의 회원들을 도왔다. 가장 영향력이 있는 이벤트는 상업적인 소프트웨어 프로그램을 수정하고 해적질하는 그 시대의 초기 해커들을 꾸짖는 빌 게이츠의 컴퓨터 애호가들에게 보내는 공개 편지의 출판이었다.
1975년 3월 15일 그 회보의 첫 번째 발간이 출판되었고, 몇몇 디자인을 거쳐 지속되었고, 1977년 12월에 21 번째 발간 뒤에 끝이 났다.

## 다른 컴퓨터 클럽들
최초의 홈브루 컴퓨터 클럽 모임이래로, 다른 취미 컴퓨터 클럽들이 전 세계 도처에 나타났다. 예를 들어, 네덜란드에 홈브루 클럽은 위트레흐트 마을 근처에서 회원 모임을 가졌다. 처음에 HCC (영어:Hobby Computer Club)로서 불렸고, 10여 명 안팎의 회원들만 있었고, A5 포맷에 조그만 스텐실 형식의 인쇄를 했던 회보를 출판했었다. 그 모임은 오늘날까지 존재하며, 18만 명의 회원이 있으며 (그 모임은 세계에서 그러한 클럽 중 가장 많은 회원을 가진 협회이다), 그 조그만 회보가 ""Computer Totaal!" 잡지까지 성장했다. 그러나 그들은 또한 몇몇 다른 잡지들 을 출판하며 인터넷 접속과 다른 소비자 서비스를 제공한다.
전 세계에서 가장 크고 가장 영향력 있는 컴퓨터 클럽들 중 하나는 독일에 기반한 카오스 컴퓨터 클럽(CCC)이다.
1980년대에, The Computer Workshop이라 불리었던  실리콘밸리 컴퓨터 클럽이 나타났으며, 스탠포드 대학교에서 거의 운영되었다.
홈브루 컴퓨터 클럽의 원년 회원들의 대다수가 모토롤라 6800 마이크로프로세서의 이름을 따서  6800 클럽을 형성해서 계속 만나는 중이다. 68000 마이크로프로세서의 출시 이후, 그 그룹은 스스로를 68000 클럽으로 개명했다.

## 같이 보기
- 카오스 컴퓨터 클럽
- 컴퓨터 역사 박물관

## 참고
- Fire in the Valley: The Making of the Personal Computer, by Paul Freiberger and Michael Swaine

1. ↑  Homebrew And How The Apple Came To Be
2. ↑  John Markoff, What the Dormouse Said (ISBN 0-670-03382-0)